# Michail Nikolajewitsch Wolkonski

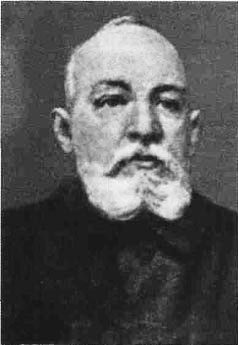
Fürst Michail Nikolajewitsch Wolkonski (um 1910)

Michail Nikolajewitsch Wolkonski (russisch Михаил Николаевич Волконский; * 7. Mai 1860 in Sankt Petersburg; † 13. Oktober 1917 in Petrograd) war ein russischer Fürst, Schriftsteller, Prosaist und Dramatiker. Er war aktives Mitglied in monarchistischen Organisationen.

## Leben
Michail Nikolajewitsch Wolkonski studierte 1882 Rechtswissenschaft. Er nahm danach eine Verwaltungstätigkeit in der Hauptverwaltung für Pferdezucht an und wechselte später in das Bildungsministerium. Nach seinen ersten literarischen Erfolgen gab er die Beamtenlaufbahn auf und widmete sich ausschließlich der Literatur und Schriftstellerei. Von 1892 bis 1894 war er Herausgeber des Wochenblatts Niwa. Von 1904 bis 1906 war er Mitglied in der „Russischen Versammlung“, einer politischen Gruppierung der Monarchisten. Im Oktober 1906 war er Delegierter zum 3. Allrussischen Volkskongress in Kiew und vertrat die Sankt Petersburger Union der russischen Arbeiter. 1909 nahm er als Vorsitzender des Sankt Petersburger Bundes des russischen Volkes am Treffen der Monarchisten teil. Nach der Spaltung des Bundes schloss er sich mit mehreren Künstlern einer neuen monarchistischen Organisation an.

## Herkunft und Familie

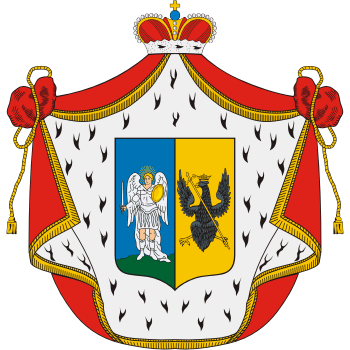
Familienwappen der Wolkonskis

Knes M.N. Wolkonski stammte aus dem alten russischen Fürstengeschlecht der Wolkonskis. Er ist der Sohn von Fürst Nikolai Michailowitsch Wolkonski (* 1823) und Olga Wolkonskaja (* 1838). Michail war mit Maria Wassilewna Wolkonskaja (1860–1940) verheiratet, sie hatten drei Töchter: Anastasia (* 1885 in Sankt Petersburg), Katharina (* 1887 in Sankt Petersburg) und Maria (* 1888 in Sankt Petersburg).

## Werke
Zu seinen Werken zählen 19 Prosadichtungen, das Libretto zur Oper „Wampuka, Prinzessin von Afrika“ und das Drama „Tour von Rytschalow“ in zwei Akten.